# Marianna Longa
Marianna Longa född 26 augusti 1979 i Tirano är en italiensk längdåkare.
Longa debuterade i Världscupen i längdåkning 2000 med en 39:e plats på 5 km klassiskt i Bormio. 
Genombrottet kom säsongen 2008/09 då hon tog sin första världscupseger och flera pallplatser.
Vid VM 2009 vann hon silver på 10 km klassiskt efter finländskan Aino Kaisa Saarinen.